# Modlący się starzec
Modlący się starzec – powstały w 1881 obraz autorstwa polskiego malarza Juliana Fałata.
Obraz powstał podczas pobytu malarza w Rzymie na przełomie 1880-1881. Znajduje się w zbiorach Muzeum Narodowego w Warszawie.
Akwarela przedstawia starszego człowieka modlącego się w pobliżu kamiennej kropielnicy. Starzec trzyma kij lub laskę. Jego ręce splecione są różańcem. Ubrany jest w ubogą jasną kurtę. Portret rozświetla blask południowego słońca. Najjaśniejszym punktem jest biała, włochata broda rozmodlonego człowieka.